# 德福站
德福地鐵站（英語：Defu MRT station，代號CR7）是一個未來的新加坡地鐵跨島線的地下車站，位於後港規劃區的地下。

## 歷史
德福地鐵站在2019年1月25日正式作為跨島線第一期對外公佈。工程將在2020年開工，並在2030年完工。